# 98. Sinfonie (Haydn)
Die Sinfonie Nr. 98 in B-Dur (Hob. I:98) komponierte Joseph Haydn im Jahr 1791/92. Das Werk gehört zu den berühmten Londoner Sinfonien und wurde am 2. März 1792 uraufgeführt.

## Allgemeines

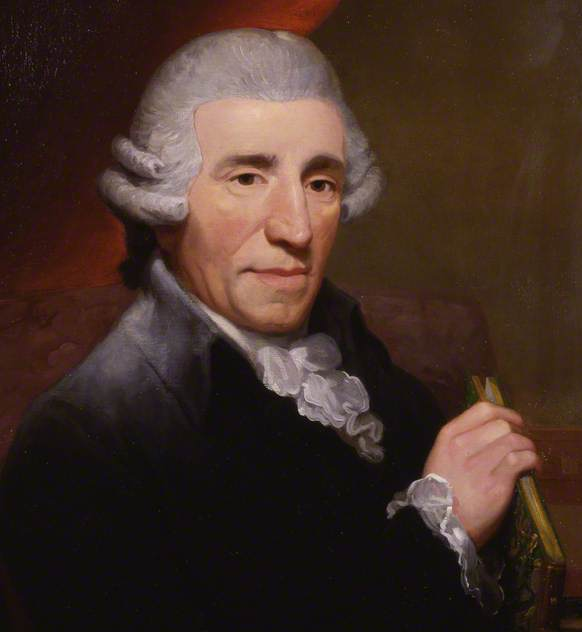
Franz Joseph Haydn (1732–1809)

Das Werk wurde am 2. März 1792 in London im Rahmen der „Salomon’s Concerts“ uraufgeführt. Die Sinfonie wurde so begeistert aufgenommen, dass die beiden Ecksätze wiederholt werden mussten. Dasselbe wurde eine Woche später bei einer Wiederholungsaufführung verlangt.
Die Sinfonie Nr. 98 fällt durch folgende Besonderheiten auf:
- im ersten Satz motivische Verknüpfung der langsamen Einleitung mit dem Eröffnungs-Allegro,
- Allegro basiert auf nur einem Thema und ist satztechnisch dicht gearbeitet,
- besonders expressiver zweiter Satz, der möglicherweise ein Andenken an Wolfgang Amadeus Mozart darstellt (siehe unten),
- außergewöhnlich langer Schlusssatz mit Cembalo-Solo.

Das Werk ist die erste Sinfonie in B-Dur, in der Haydn Trompeten und Pauken einsetzt. Das Autograph soll sich früher im Besitz Ludwig van Beethovens befunden haben.
Beispiele für Rezensionen:

„[Der erste Satz] geht weit hinaus über alles, was Haydn in früheren Symphonien (auch den Pariser Symphonien) an Eleganz, kontrapunktischem Können und Kombinationsgabe, und dies alles in der selbstverständlichsten Weise, die man sich denken kann, demonstriert.“

„Die Themen sind sehr schön und abwechslungsreich, ihre Behandlung meisterhaft – es ist unverständlich, warum diese Sinfonie so selten zu hören ist.“

„Auch die B-Dur-Symphonie ist alles andere als ein einfaches Werk. (...) Das Finale ist das originellste der Werkgruppe (...).“

„Der Schlusssatz (…) ist einer der liebenswürdigsten nicht nur Haydns, sondern der sinfonischen Literatur überhaupt.“

## Zur Musik
Besetzung: Flöte, zwei Oboen, zwei Fagotte, zwei Hörner, zwei Trompeten, Pauken, zwei Violinen, Viola, Cello, Kontrabass, Cembalo.
Das Solo im Schlusssatz hat Haydn im Autograph für „Cembalo“ notiert.  Etliche Quellen belegen, dass Haydn seine Sinfonien bei den Konzerten seines ersten Londoner Aufenthalts vom Cembalo leitete; ab 1792 sprechen Anzeigen und Presseberichte überwiegend vom „Piano Forte“. Dies deutet auf den Gebrauch eines Cembalo- (oder Pianoforte)-Continuos, wie es der damaligen Aufführungspraxis entsprach. Berichte, die für Haydns Konzerte vom ersten Londoner Aufenthalt ein „Piano Forte“ angeben, sind mit erheblichem Zeitabstand (z. B. 1825) entstanden, so dass Verwechslungen mit Haydns Konzerten der Folgejahre nicht ausgeschlossen sind. Die authentischen Abschriften und die zeitgenössischen Drucke der Sinfonie Nr. 98 enthalten das Cembalo-Solo nicht – vermutlich ein Indiz dafür, dass Haydn es nur als eine an seine Person gebundene scherzhafte Einlage ansah.
Aufführungszeit: 25–30 Minuten.
Bei den hier benutzten Begriffen der Sonatensatzform ist zu berücksichtigen, dass dieses Modell erst Anfang des 19. Jahrhunderts entworfen wurde (siehe dort). Die hier vorgenommene Beschreibung und Gliederung der Sätze ist als Vorschlag zu verstehen. Je nach Standpunkt sind auch andere Abgrenzungen und Deutungen möglich.

### Erster Satz: Adagio – Allegro
Adagio: b-Moll, 2/2-Takt (alla breve), Takt 1–14
In der Einleitung stellen die Streicher in drei Schattierungen den Kopf des Themas vor, das auch das nachfolgende Allegro prägt: ein aufsteigender Dreiklang in halben Noten (Dreiklangs-Motiv), gefolgt von einer in Vierteln absteigenden Figur (fallendes Motiv). Ausgehend von b-Moll (Takt 1–4), stehen die Wiederholungen in Ges-Dur (Takt 5–8) und – als Variante mit Triller – in Des-Dur (Takt 9–12). Die zweite Wiederholung ist in gebundener Bewegung gehalten, die beiden anderen in abgesetzter Bewegung. Die Einleitung endet im gewichtigen, barocken Schreit-Rhythmus auf der Dominante F-Dur. Durch die weitgehende Führung im Unisono, die Beschränkung auf Streicher und den langsam schreitenden Rhythmus bekommt die Einleitung den ernst-düsteren, feierlichen Charakter eines „pathetischen Rezitativs“.
Allegro: B-Dur, 2/2-Takt (alla breve), Takt 15–320
Das Hauptthema (Takt 16–25) wird zunächst nur von den Streichern vorgestellt. Es beginnt mit der Durfassung des b-Moll-Anfangs der Einleitung: Der aufsteigende B-Dur-Dreiklang in halben Noten (Dreiklangs-Motiv), gefolgt der Abwärts-Bewegung auf B-Dur in Vierteln (fallendes Motiv). Diese beiden unisono vorgetragenen Motive bilden den Kern des Themas. Nachsatzsartig wird die Abwärts-Bewegung sogleich von der 2. Violine als Gegenstimme zu einer absteigenden Linie in der 1. Violine, die in einem Schnörkel mündet, wiederholt. Das fallende Motiv erscheint dann nochmals im Bass, während die 1. Violine das Schnörkel-Motiv in tieferer Lage wiederholt und dann mit der 2. Violine das fallende Motiv weiterführt. Hier deutet sich also bereits die Eignung des Themenmaterials für polyphone Verarbeitung an. In Takt 27 wird das Thema unter Beteiligung von Oboe und Fagott als Variante wiederholt, nun ohne nachsatzartigen Anhang.
Der rasante Forte-Tutti-Block ab Takt 32 ist durch sein Motiv mit dreifacher, klopfender Tonrepetition und durch Skalenläufe auf- und abwärts gekennzeichnet. Liegt die Betonung zunächst auf der Tonika B-Dur, wechselt Haydn ab Takt 51 zur Dominante F-Dur, die sich nach einer Passage mit Chromatik und Akzenten in einem weiteren Auftritt des Hauptthemas (ab Takt 59) etabliert (anstelle eines separaten zweiten Themas). Das Dreiklangsmotiv erscheint dabei forte, das fallende Motiv piano und mit freier Weiterführung. Ab Takt 67 entwickelt sich ein Motiv aus vier aufsteigenden Noten, das ab Takt 71 echohaft im Wechsel zwischen Tutti und Holzbläsern gespielt wird (Echo-Motiv).
Nach einer Piano-Passage für Streicher folgt in Takt 95 ein weiterer Forte-Block mit rasanten Achtelläufen und großen Intervallsprüngen erst in den Oberstimmen, dann im Bass, der zur Schlussgruppe führt. Diese (ab Takt 106) beginnt im ausdrucksvollen Oboenmotiv aus vier ganztaktigen Noten, steigert sich über ein Crescendo zum Forte und beendet die Exposition mit verzierenden Triolen-Läufen. Die Exposition wird wiederholt.
Haydn beginnt die Durchführung (Takt 132–208) mit einem Orgelpunkt im Bass auf D, über dem die beiden Motive des Hauptthemas im Wechsel von D-Dur und g-Moll auftreten mit versetztem Einsatz des Dreiklangsmotivs in den Holzbläsern. Nach Rückung des Themas zu Es-Dur fängt in Takt 146 eine längere, polyphon gehaltene Passage im Forte an, die vor allem das Dreiklangsmotiv verarbeitet und dabei von B-Dur über c-Moll, Es-Dur und f-Moll wechselt. Ab Takt 157 kommen  in beiden Violinen durchlaufende Achtelketten dazu, die das Geschehen verdichten. Ein auftaktiges, fanfarenartiges Tonrepetitions-Motiv tritt erstmals in Takt 169 in G-Dur auf und erscheint dann nochmals – neben den nun dominierenden Achtelketten der Violinen – in c-Moll und schließlich auf dem Höhepunkt der Durchführung in D-Dur (ab Takt 183), hier auch von den Blechbläsern unterstützt. Das Echo-Motiv aus der Exposition schließt sich dann nahtlos an (ab Takt 189) und führt über eine etwas chromatisch gehaltene Passage für Streicher (anfangs mit dem Schlussgruppenmotiv in der Oboe) im Piano zur Reprise.
Die Reprise (ab Takt 209) bringt zunächst das Thema wie am Anfang, nun aber forte und vom ganzen Orchester gespielt. Gegenüber der Exposition ist die Reprise anfangs verkürzt (z. B. Auslassung des zweiten Auftritts vom Hauptthema) und verändert, die Schlussgruppe ist dafür mit einer Coda erweitert. Das Oboenmotiv wird ausgedehnt, und das Hauptthema erhält drei weitere Auftritte: in der Tonika B-Dur (ab Takt 279), der Dominante F-Dur (ab Takt 286) mit Orgelpunkt auf F im Bass und schließlich mit tänzerischer Begleitung nochmals in B-Dur (ab Takt 300). Fanfarenartige Akkordmelodik in B-Dur beendet den Satz.

### Zweiter Satz: Adagio
F-Dur, 3/4-Takt, 86 Takte

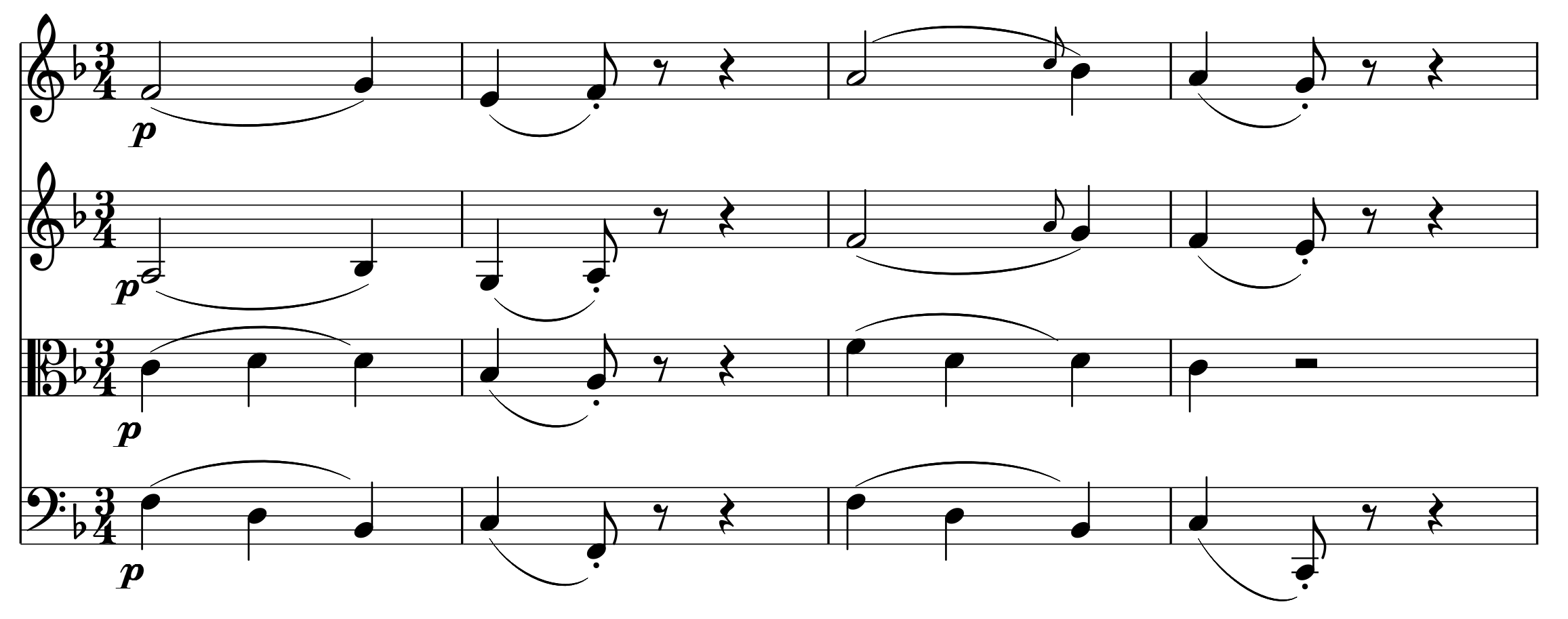
Beginn des zweiten Satzes. Das Thema ist fast identisch mit dem Agnus Dei in Mozarts Krönungsmesse.

Der Satz beginnt mit einem feierlich-choralartigen ersten Thema, das aus Bausteinen von jeweils zwei Takten aufgebaut ist. Der Vordersatz wird nur von den Streichern, der Nachsatz mit Beteiligung der Bläser gespielt. Der Vordersatz wird dann als Variante wiederholt, bevor – ohne weitere Überleitung – das zweite Thema in der Dominante C-Dur einsetzt (ab Takt 15), mit aufsteigender Linie und von melancholischem Charakter. Das zweite Thema ist aus dem Nachsatz des ersten abgeleitet. Beide Themen sind sehr sanglich (die 1. Violine, die die Melodielinie trägt, ist zum Satzbeginn mit „cantabile“ = sanglich überschrieben) in weit geschwungenen Bögen und kontrastieren somit zu den kleingliedrigen Motiven des vorangegangenen Satzes.
Der chromatisch gefärbte Nachsatz des zweiten Themas wird wiederholt und geht dann unmittelbar in die Durchführung über (ab Takt 26, forte). Diese ist durch fortlaufende Sextolenketten
in den Violinen und durch Verarbeitung des Materials vom ersten Thema gekennzeichnet: Nachsatz des Themas in As-Dur (Takt 30), Trübung nach Moll ab Takt 34 mit dem Kopf des Themas neben den Sextolenketten, dabei moduliert Haydn bis nach A-Dur, wo der dramatische Höhepunkt des Satzes liegt.
Die Reprise (ab Takt 49) ist zunächst ähnlich der Exposition. Dem ersten Thema ist am Anfang jedoch eine gebundene Linie des Solo-Cellos unterlegt. Die ausführliche Coda beginnt piano mit dem Themenkopf in Oboe und Fagott – begleitet von den Sextolenketten in Cello und den Violinen. Im Nachsatz (ab Takt 76) wirken 2. Oboe, 1. Oboe und Flöte bei versetztem Einsatz zum Aufbau der melodischen Linie zusammen. Nach einer letzten Steigerung zum Fortissimo klingt der Satz ruhig mit dem Themenkopf aus.
Der Satz weist einige Ähnlichkeiten mit dem Andante cantabile aus Mozarts Sinfonie KV 551 auf: dieselbe Tonart, derselbe Takt, ähnlicher sanglicher Charakter, ähnliche Motive (vor allem das zweite Thema ab Takt 15 bei Haydn mit Takt 28 ff. bei Mozart). Da die Stelle mit der Datierung auf dem Autograph abgerissen ist, lässt sich nicht mehr genau rekonstruieren, wann Haydn die Sinfonie komponierte. Ob Haydn das Werk bereits 1791 oder erst kurz vor der Uraufführung im März 1792 komponierte, ist von Bedeutung für die Äußerung von Donald Francis Tovey, dass das Adagio „fast Haydns Requiem für Mozart“ genannt werden könne (Mozart war im Dezember 1791 gestorben). Haydn hatte im Dezember 1791 gerüchteweise vom Tod Mozarts gehört und im Januar 1792 dessen Gewissheit erlangt. Toveys Deutung wurde teilweise in der älteren Literatur kritiklos übernommen. Sollte Haydn seine Sinfonie bereits im Sommer 1791 entworfen haben, wäre Toveys Annahme schwer haltbar, es sei denn, Haydn hätte das Adagio nachträglich überarbeitet.
Der Satzanfang des Adagios erinnert zudem an das „God save the King“, das „Sei nun gnädig“ aus den Jahreszeiten von 1801 und an das „Agnus dei“ aus der Harmoniemesse von 1802.

### Dritter Satz: Menuet. Allegro
B-Dur, 3/4-Takt, mit Trio 101 Takte
Das Hauptthema des Menuetts ist durch seinen Auftakt, absteigende Dreiklänge, die Vorschläge zur ersten Taktzeit und die echoartige Wiederholung in den Bläsern gekennzeichnet. Die Vorschläge und die Dreiklänge erinnern an das Hauptthema des ersten Satzes, während die zweite Hälfte von Takt 3 Ähnlichkeiten mit der zweiten Hälfte von Takt 5 des Adagio aufweist. Kontrastierend zu dieser lebhaft-lärmenden Passage im Forte folgt ein ruhigerer piano-Abschnitt für Streicher mit Chromatik. Zu Beginn des Mittelteils setzt der Themenkopf versetzt ein, danach übernimmt die Flöte mit einem Motiv in As-Dur die Stimmführung. Ab Takt 41 folgt reprisenartig das Hauptthema.
Im Gegensatz zum sinfonischen Charakter des Menuetts ist das Trio mehr volkstümlich gehalten. Es steht ebenfalls in B-Dur und ist durch ein leierartiges Thema charakterisiert, das anfangs von Fagott und 1. Violine gespielt wird, im Mittelteil auch unisono und von der Flöte.

### Vierter Satz: Finale. Presto
B-Dur, 6/8-Takt, 386 Takte
Das erste Thema wird zunächst nur von den Streichern piano mit stimmführender 1. Violine vorgetragen. Es ist auftaktig, erinnert an ein Rondo-Thema und hat tänzerischen Charakter. Das achttaktige Thema ist – wie auch der ganze Satz – durch vorwärtstreibende Achtelketten bestimmt. Es wird mit stimmführender Solo-Oboe wiederholt und geht ab Takt 16 abrupt in einen Forte-Tutti-Block über. Dieser greift neben den Achtelketten auch ein Motiv des Themas auf und betont zunächst die Tonika B-Dur, ab etwa Takt 32 wechselt Haydn zur Dominante F-Dur, wo die Musik mit Akkordschlägen kurzfristig zum Stehen kommt. Der Kopf vom ersten Thema hat nun nach auftaktigen Anläufen in der 1. Violine einen weiteren Auftritt (in F-Dur) mit Beteiligung der Flöte, wechselt aber bereits nach zwei Takten kurzfristig nach Moll und führt zu einer Forte-Passage, die durch betonte Vorschläge im Bass über laufenden Achtelketten der Violinen charakterisiert ist. Ab Takt 65 folgt ein neues Piano-Motiv aus gebrochenem C-Dur-Septakkord mit Vorschlag. Das B des Septakkords wird dann in ganztaktigen Noten über H aufwärts bis C „gedehnt“ (in Flöte und 1. Violine). Das Motiv wird eingebettet in die impulsgebenden Achtelketten Forte wiederholt. Die Schlussgruppe (ab Takt 87) beginnt als „plapperndes“ Frage-Antwort-Motiv, das auf einer Tonleiterfolge basiert. Das Motiv wird mit tänzerischer Begleitung des Fagotts wiederholt (ab Takt 102). Der Rest der Schlussgruppe ist von den treibenden Achtelketten dominiert. Die Exposition wird wiederholt.
Nach einer Generalpause setzt zu Beginn der Durchführung die Solo-Violine mit dem Schlussgruppenthema ein, allerdings im harmonisch fernen und unerwarteten As-Dur und auch mit anderem, tänzerisch-„gemütlichem“ Charakter. Die Solo-Violine verliert sich dann in einer auftaktigen, fragenden Figur, als ob sie das erste Thema bringen wollte (ähnlich wie ab Takt 39). Unterbrochen von einem dramatisch-opernhaften Forte-Unisono-Einschub des Tutti, wird die „gemütliche“ Variante des Schlussgruppenthemas nochmals von A-Dur aus wiederholt (nun auch mit Flöte), ehe ab Takt 178 ein wiederum dramatischer Moll-Abschnitt mit Dreiklangsbrechungen einsetzt. Dieser beginnt in a-Moll und endet als Fermate in D-Dur (vgl. Durchführung vom ersten Satz). In Es-Dur folgt daraufhin nochmals die gemütliche Variante des Schlussgruppenthemas, ein weiterer Ansatz erfolgt in c-Moll. Die folgenden, fragenden Anläufe der Solo-Violine haben nun Erfolg und bringen ab Takt 232 mit Beginn der Reprise das erste Thema.
Die Reprise (ab Takt 232) ist gegenüber der Exposition zunächst verkürzt: Das erste Thema wird nicht wiederholt, sondern führt gleich in den Forte-Block der Überleitung, und diese geht auch recht schnell zur Passage mit den betonten Vorschlägen im Bass über (nun mit deutlicherer, fanfarenartiger Begleitung der Trompeten) und dann weiter zum Thema mit dem gebrochenen Septakkord (nun F-Dur). Die Schlussgruppe setzt wieder mit dem „plappernden“ Frage-Antwort – Motiv ein, der erwartete B-Dur – Schlussakkord bleibt jedoch trotz mehrerer „doppelpunktartiger“ Generalpausen aus: Stattdessen schließt ab Takt 328 in der Coda das erste Thema ähnlich zum Satzanfang in den Streichern an, allerdings anstelle des bisherigen stürmischen Tempos im deutlich gemächlicherem „piu moderato“ und damit in ganz anderem Charakter. Trotz der langsameren Tempovorgabe kommt es bereits ab Takt 335 in einem Forte-Block zur Beschleunigung, da die Violinen nun rasant-virtuose Sechzehntel-Läufe spielen (vorher keine Sechzehntelnoten im Presto). Dreiklangsbrechungen, Tremolo und Fanfaren (Horn) kündigen bereits das Satzende an, das jedoch nochmals durch „doppelpunktartige“ Generalpausen hinausgezögert wird: Statt der Schlussakkorde setzt ab Takt 365 nochmals die 1. Violine mit dem ersten Thema ein, begleitet von den übrigen Streichern und einer einstimmigen Sechzehntel-Begleitung des Cembalos in hoher Lage, die eine etwas filigran-klimpernde Klangfarbe bewirkt. Ab Takt 375 führt ein Forte-Block mit Sechzehntel-Läufen und Akkordmelodik den Satz zu seinem Ende mit „etwas puppenhaft-konvulsivischen ‚Schlussverbeugungen‘“ aus Akkordschlägen.